# Estádio Doutor Rui Costa Rodrigues
O Estádio Doutor Rui Costa Rodrigues é um estádio de futebol brasileiro que se localiza na cidade de Sorocaba, cujo mandante era a equipe do Estrada de Ferro Sorocabana, agremiação que disputou o Campeonato Paulista durante oito anos. 
A equipe do Estrada de Ferro Sorocabana foi campeã da terceira divisão paulista em 1961. Porém, devido a falta de recursos, acabou por ser desativada. A quebra do setor ferroviário no Estado foi decisivo para o fim das atividades, deixando o Estádio Doutor Rui Costa Rodrigues sem partidas oficiais por vários anos.

## História Recente
Em 1993, com a criação do Atlético Sorocaba na cidade, o estádio recebeu uma série de reformas (que custaram em torno de setenta mil dólares na época) para que o local ficasse apto a receber partidas de futebol profissional, de acordo com as normas da FPF.
No ano seguinte, houve investimentos de mais de um milhão de dólares para construção de arquibancadas de concreto, aumentando a capacidade do estádio de seis mil, para quinze mil pessoas.
Anos mais tarde, o Atlético Sorocaba passou a mandar seus jogos no Walter Ribeiro.
No começo de 2012, o empresário JC Moraes firmou uma parceria com o Estrada, efetuando melhorias no estádio (como a pintura de arquibancadas e do alambrado). Atualmente, o local é utilizado desde campeonatos amadores, até categorias de base e lazer de seus sócios.

## Partidas Históricas
Nos preparativos para a disputa dos Jogos Pan-Americanos de 1963, a Seleção Brasileira Olímpica realizou uma série de amistosos, sendo uma destas em Sorocaba.
| Quarta-feira, 10 de abril de 1963 | Seleção Olímpica                | 2 - 2 | Seleção Sorocabana                 |                                           |
|                                   | Nenê 26' (1T) · Evaldo 38' (2T) |       | Picolé 20' (2T) · Anacleto 6' (2T) | Renda: Cr$ 352.000,00 Árbitro: João Etzel |

| Hélio          | Substituído     |
| Carlos Alberto |                 |
| Zé Carlos      |                 |
| Adevaldo       | Substituído     |
| Iris           | Substituído     |
| Rivadavia      | Substituído     |
| Jair           |                 |
| Cardoso        |                 |
| Nenê           |                 |
| Arlindo        |                 |
| Óton           | Substituído     |
|                |                 |
| Substituições: |                 |
| Heitor         | Entrou em campo |
| Santo          | Entrou em campo |
| Luiz Henrique  | Entrou em campo |
| Valdir         | Entrou em campo |
| Evaldo         | Entrou em campo |

| Bezerra        |                 |
| Julião         | Substituído     |
| Odorico        |                 |
| Salvador       |                 |
| Nestor         | Substituído     |
| Valdir I       |                 |
| Afonsinho      | Substituído     |
| Raimundinho    |                 |
| Picolé         |                 |
| Português      | Substituído     |
| Esquerdinha    |                 |
|                |                 |
| Substituições: |                 |
| Valdir II      | Entrou em campo |
| Rogério        | Entrou em campo |
| Anacleto       | Entrou em campo |
| Bazzaninho     | Entrou em campo |